# Delias iltis
Delias iltis é uma borboleta da família Pieridae. Foi descrita por Carl Ribbe em 1900. É endémica da Nova Guiné.

## Subespécies

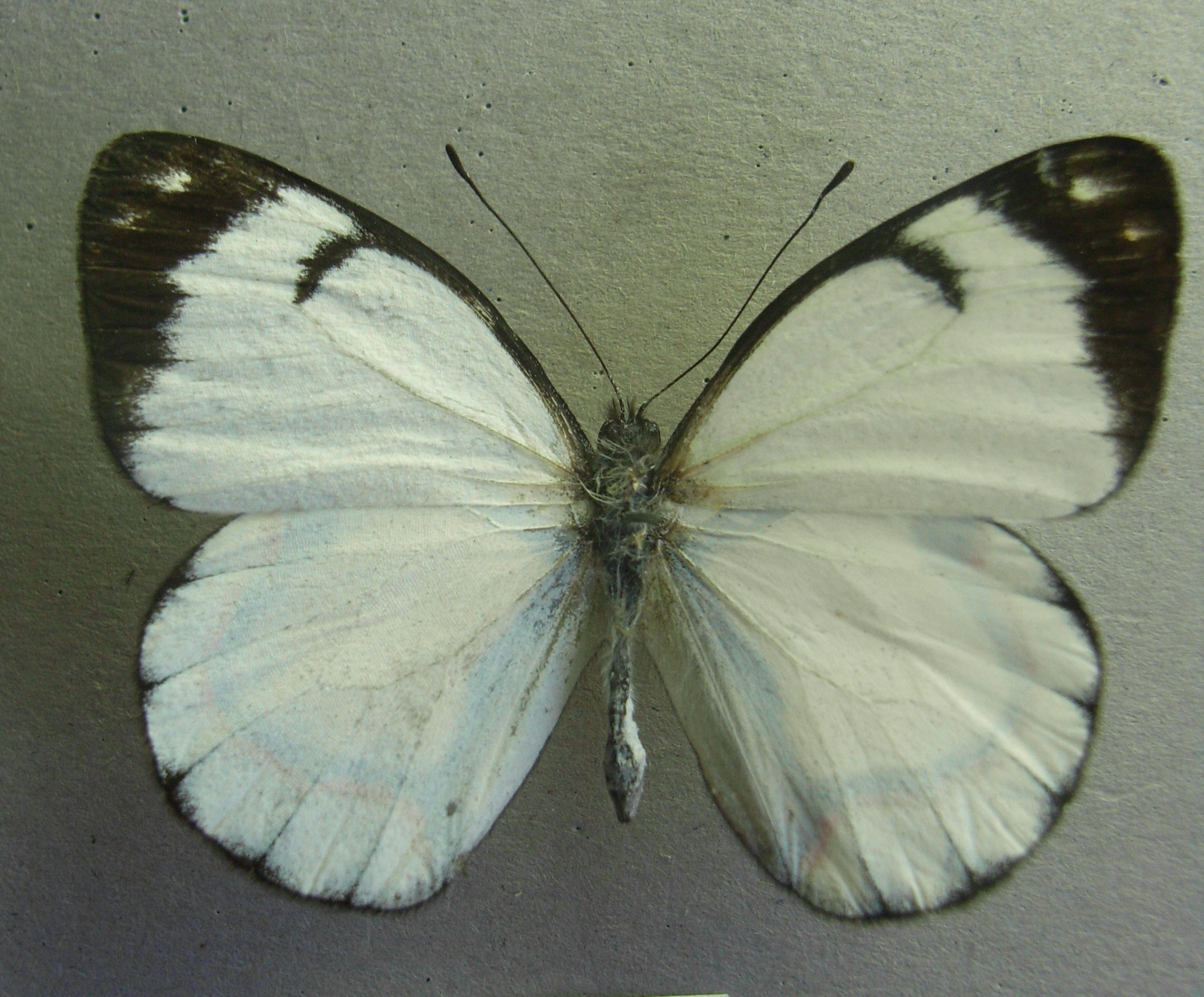
Delias iltis Ribbe, 1900

- Delias iltis iltis (Southern Highlands e Owen Stanley Range, Papua Nova Guiné)
- Delias iltis leucotera Talbot, 1937 (Monte Herzog, Papua Nova Guiné)
- Delias iltis majai Yagishita, 1993 (Ilu-Mulia, Irian Jaya)
- Delias iltis sibil van Mastrigt, 1995 (Abmisibil, Irian Jaya e nordeste de Tabubil, Papua Nova Guiné)